# Miho Obana
Miho Obana (小花 美穂?, Obana Miho; Tokyo, 26 aprile 1970) è una fumettista e scrittrice giapponese.

## Biografia
Inizia la carriera come assistente di Momoko Sakura, creatrice di Chibi Maruko-chan. Nel 1990 debutta con Mado no mukō; le sue storie appaiono sul magazine shōjo Ribon Original.
Il suo manga più famoso è Kodomo no omocha (こどものおもちゃ?), importato in Italia col titolo Il giocattolo dei bambini (traduzione esatta del nome originale). La versione animata dell'opera è stata invece importata come Rossana, censurata e trasmessa da Italia 1.
Dynit, editore italiano della versione cartacea de Il giocattolo dei bambini, della stessa autrice pubblica anche Partner, Andante e Honey Bitter. Nel novembre 2008, in Italia, sono usciti, sempre dalla medesima casa editrice, tre manga composti da racconti auto conclusivi e chiamati Miho Obana Trilogy.
Sposata con un produttore, Obana è una grande appassionata di musica (lei stessa suona più di uno strumento tra cui il sassofono) tanto che trasporta questa passione in una delle sue opere, Andante in cui è la musica ad essere protagonista. 
Attualmente pubblica le sue opere non più nel magazine Ribon, ma alla Cookie, dove dal 2004 è serializzato Honey Bitter, pubblicata anche in Italia.
È una grande amica di Mihona Fujii, creatrice del manga Gals!, e con lei ha scritto una storia extra de Il giocattolo dei bambini.

## Opere
- Al di là della finestra (1990)
- Una scena del settimo anno (1991)
- Io e la signorina (1991)
- L'illusione delle onde bianche (1991)
- Fa così male! (1992)
- Un amore così (1992)
- Una felicità senza scadenza (1992)
- Il bacio rubato alla principessa addormentata (1992)
- Dal fondo, quarto banco accanto alla finestra (1993)
- Non lasciare questa mano (1993)
- L'isola dei gatti (1994)
- Il giocattolo dei bambini (1995-1999) - 10 tankobon
- La villa dell'acqua/Pochi (1999) - 1 tankobon
- Partner (1999-2000) - 3 tankobon
- Andante (2001-2002) - 3 tankobon
- Honey Bitter (2004-2018) - 14 tankobon
- Deep Clear (2010) - 1 tankobon

Nel 2009 la Dynit ha pubblicato la Miho Obana Trilogy che raccoglie tutte le storie brevi dell'autrice. Di seguito la lista dei volumi e la loro suddivisione dei racconti.
- Fa così male (せつないね?, Setsunaine) che contiene i racconti: Fa così male! (1992), Al di là della finestra (1990), Una scena del settimo anno (1991), Io e la signorina (1991) e L'illusione delle onde bianche (1991)
- Non lasciare questa mano (この手をはなさない?, Konote wo hanasanai) che contiene il racconto autoconclusivo omonimo del 1993
- L'isola dei gatti (猫の島?, Neko no shima) che contiene i racconti: L'isola dei gatti (1994), Un amore così (1992), Una felicità senza scadenza (1992), Il bacio rubato alla principessa addormentata (1992) e Dal fondo, quarto banco vicino alla finestra (1993)